# فريدريك ديكنسون وليامز
فريدريك ديكنسون وليامز (بالإنجليزية: Frederick Dickinson Williams)‏ هو رسام أمريكي، ولد في 1829 في بوسطن في الولايات المتحدة، وتوفي في 27 يناير 1915.